# Diao Yinan
Diao Yinan (刁亦男S, Diāo YìnánP; Xi'an, 30 novembre 1969) è un regista e sceneggiatore cinese.
Fa parte della cosiddetta 'sesta generazione' di cineasti cinesi, come il più celebre Jia Zhangke.

## Biografia
Diplomato alla Central Academy of Drama di Pechino nel 1992, prima di passare dietro la macchina da presa, Diao si è impegnato come sceneggiatore per All the Way del coeataneo Shi Runjiu e per Aìqíng málà tāng e La doccia di Zhang Yang. Diao ha diretto due film, Zhìfú (2003) che otterrà un notevole successo in patria.
La pellicola segue la storia di un giovane uomo che trova una divisa da poliziotto apparentemente abbandonata e la indossa, scoprendo quanta influenza l'uniforme possa avere sugli altri e quanto li possa controllare. Yè chē (2007), che racconta la vita di una guardia carceraria che prepara le detenute a essere giustiziate ma conoscerà su un treno il vedovo di una delle condannate e comincerà con lui una relazione. Il film viene presentato nella sezione un Certain Regard al Festival di Cannes dello stesso anno.
Nel 2014 arriva il suo primo importante riconoscimento a livello mondiale: l'Orso d'oro per il miglior film al Festival internazionale del cinema di Berlino con Fuochi d'artificio in pieno giorno, un poliziesco che mette un poliziotto sulle tracce di un serial killer che uccide tutte le persone legate a una donna.

## Filmografia

### Regista e sceneggiatore
- Zhìfú (2003)
- Yè chē (2007)
- Fuochi d'artificio in pieno giorno (Báirì yànhuǒ) (2014)
- Il lago delle oche selvatiche (Nánfāng chēzhàn de jùhuì) (2019)

### Solo sceneggiatore
- Aìqíng málà tāng, regia di Yang Zhang (1997)
- La doccia (Xǐ zǎo), regia di Yang Zhang (1999)
- All the Way, regia di Runjiu Shi (2001)

### Attore
- Míngrì tiānyá, regia di Nelson Yu Lik-wai (2003)
- I figli del fiume giallo (Jiānghú érnǚ), regia di Jia Zhangke (2018)

## Riconoscimenti
- Festival di Cannes
  - 2019 – In concorso per la Palma d'oro con Il lago delle oche selvatiche (Nánfāng chēzhàn de jùhuì)

- Festival Internazionale del Cinema di Berlino
  - 2014 – Orso d'oro per Fuochi d'Artificio in pieno giorno (Báirì yànhuǒ)